# Goryeong-gun
Goryeong (hangul: 고령군, hanja: 高靈郡) är landskommun (gun) i den sydkoreanska provinsen Norra Gyeongsang. Folkmängden var 32 891 i slutet av 2020. Huvudorten heter Daegaya-eup (som tidigare hette Goryeong-eup).  Kommunen gränsar i nordost till storstaden Daegu.
Kommunen är indelad i en köping (eup) och sju socknar (myeon):
Daegaya-eup,
Dasan-myeon,
Deokgok-myeon,
Gaejin-myeon,
Seongsan-myeon,
Ssangnim-myeon,
Ugok-myeon och
Unsu-myeon.